# IV. Vlagyimir kijevi nagyfejedelem
IV. Vlagyimir Rurikovics (oroszul: Владимир Рюрикович), (1187 – 1239. március 3.) kijevi nagyfejedelem 1223-tól 1235-ig.
II. Rurik fiaként született. Részt vett az 1223-as Kalka menti csatában, és az ekkor megölt III. Msztyiszláv utóda lett a Kijevi trónon. 1225 és 1227 között támogatta unokatestvérét, Msztyiszláv Msztyiszlavics galíciai fejedelmet a lengyel urak és Dániel Romanovics elleni harcaiban. Később – 1235 és 1236 között – Dániellel szövetkezett Mihály Vszevolodics csernyigovi fejedelem és Izjaszláv Vlagyimirovics novgorod-szeverszki fejedelem ellen. Háborúja sikertelen volt, így 1236-ban azonban kénytelen volt átengedni Kijevet Izjaszlávnak. Mint ovrucsi fejedelem uralkodott nem sokkal később bekövetkezett haláláig.

## Fordítás
- Ez a szócikk részben vagy egészben  a(z)   Владимир Рюрикович című orosz Wikipédia-szócikk fordításán alapul.  Az eredeti cikk szerkesztőit annak laptörténete sorolja fel. Ez a jelzés csupán a megfogalmazás eredetét és a szerzői jogokat jelzi, nem szolgál a cikkben szereplő információk forrásmegjelöléseként.